# Bérénice Bejo
Bérénice Bejo (Buenos Aires, 7 luglio 1976) è un'attrice argentina naturalizzata francese.

## Biografia
Nata in Argentina, Bejo è figlia del regista Miguel Bejoe e di sua moglie Silvia, di professione avvocato. All'età di tre anni si trasferisce con la famiglia in Francia, per fuggire dal processo di riorganizzazione nazionale, la più recente dittatura civile-militare (1976-1983). Inizia da adolescente la carriera di attrice con piccole partecipazioni a qualche cortometraggio: dal 1996 al 2000 partecipa come caratterista a diverse produzioni, fino a raggiungere una discreta notorietà nell'ambiente grazie al film Meilleur espoir féminin che le vale la nomination al Premio César per la migliore promessa femminile 2001.
Partecipa a una prima produzione internazionale con la pellicola Il destino di un cavaliere (2001) di Brian Helgeland e continua in seguito l'attività in patria. L'anno seguente è nel cast di 24 ore nella vita di una donna, remake dell'omonimo film del 1968. Nel 2011 è protagonista del film The Artist, film muto e in bianco e nero presentato alla 64ª edizione del Festival di Cannes, un ruolo che le vale la vittoria del Premio César per la migliore attrice e la candidatura all'Oscar alla miglior attrice non protagonista, oltre a numerosi altri premi in diversi festival internazionali. Nel 2013 riceve il premio come migliore attrice alla 66ª edizione del Festival di Cannes per il film Il passato di Asghar Farhadi.

### Vita privata
È sposata con il regista e produttore Michel Hazanavicius (che l'ha diretta in numerosi film); la coppia ha due figli.

## Filmografia

### Cinema
- L'@mour est à réinventer, regia di François Dupeyron (1996)
- Les Sœurs Hamlet, regia di Abdelkrim Bahloul (1998)
- Passionnément, regia di Bruno Nuytten (1999)
- Meilleur espoir féminin, regia di Gérard Jugnot (2000)
- La Captive, regia di Chantal Akerman (2000)
- Il destino di un cavaliere (A Knight's Tale), regia di Brian Helgeland (2001)
- Comme un avion, regia di Marie-France Pisier (2002)
- 24 ore nella vita di una donna (Vingt-quatre Heures de la vie d'une femme), regia di Laurent Bouhnik (2002)
- Dans le rouge du couchant, regia di Edgardo Cozarinsky (2003)
- Sans elle (Sem ela), regia di Anna da Palma (2003)
- Le Grand Rôle, regia di Steve Suissa (2004)
- Cavalcade, regia di Steve Suissa (2005)
- Agente speciale 117 al servizio della Repubblica - Missione Cairo (OSS 117: Le Caire, nid d'espions), regia di Michel Hazanavicius (2006)
- La Maison, regia di Manuel Poirier (2007)
- 13 m², regia di Barthélémy Grossman (2007)
- Modern Love, regia di Stéphane Kazandjian (2008)
- Bouquet final, regia di Michel Delgado (2008)
- L'Enfer d'Henri-Georges Clouzot, regia di Serge Bromberg e Ruxandra Medrea (2009)
- La Traque, regia di Antoine Blossier (2010)
- The Artist, regia di Michel Hazanavicius (2011)
- Tutti pazzi per Rose (Populaire), regia di Régis Roinsard (2012)
- Il paradiso degli orchi (Au bonheur des ogres), regia di Nicolas Bary (2013)
- Il passato (Le Passé), regia di Asghar Farhadi (2013)
- The Search, regia di Michel Hazanavicius (2014)
- The Childhood of a Leader - L'infanzia di un capo (The Childhood of a Leader), regia di Brady Corbet (2015)
- Dopo l'amore (L'Économie du couple), regia di Joachim Lafosse (2016)
- Fai bei sogni, regia di Marco Bellocchio (2016)
- Éternité, regia di Trần Anh Hùng (2016)
- Il mio Godard (Le Redoutable), regia di Michel Hazanavicius (2017)
- L'incredibile viaggio del fachiro (The Extraordinary Journey of the Fakir), regia di Ken Scott (2018)
- Il segreto di una famiglia (La quietud), regia di Pablo Trapero (2018)
- Le jeu, regia di Fred Cavayé (2018)
- Il principe dimenticato (Le Prince oublié), regia di Michel Hazanavicius (2020)
- La felicità degli altri (Le Bonheur des uns...), regia di Daniel Cohen (2020)
- Il materiale emotivo, regia di Sergio Castellitto (2021)
- Un'ombra sulla verità (L'Homme de la cave), regia di Philippe Le Guay (2021)
- Cut! Zombi contro zombi (Coupez!), regia di Michel Hazanavicius (2022)
- Il colibrì, regia di Francesca Archibugi (2022)
- Hawaii, regia di Mélissa Drigeard (2023)
- Another End, regia di Piero Messina (2024)
- Under Paris, regia di Xavier Gens (2024)

### Televisione
- Vertiges, regia di Jérôme Cornuau - serie TV (2002)
- Nuages, regia di Alain Robillard - serie TV (2005)
- Sa raison d'être, regia di Renaud Bertrand - serie TV (2008)
- Frères d'armes, regia di Rachid Bouchareb e Pascal Blanchard - serie TV (2014-2015)

## Riconoscimenti
- Premio Oscar
2012 – Candidatura per la miglior attrice non protagonista per The Artist
- Festival di Cannes
2013 – Prix d'interprétation féminine per Il passato
- Premio César
2001 – Candidatura per la migliore promessa femminile per Meilleur espoir féminin
2012 – Migliore attrice per The Artist
2014 – Candidatura per la Migliore attrice per Il passato

## Doppiatrici italiane
- Francesca Fiorentini in Tutti pazzi per Rose, Il paradiso degli orchi, Il passato, The Search, Dopo l'amore, Il mio Godard, Il segreto di una famiglia, Le jeu, Un'ombra sulla verità, Another End
- Domitilla D'Amico in L'incredibile viaggio del fachiro, Il principe dimenticato, Il materiale emotivo
- Rossella Acerbo in Il destino di un cavaliere
- Jessica Bologna in Agente speciale 117 al servizio della Repubblica - Missione Cairo
- Perla Liberatori in La felicità degli altri
- Federica De Bortoli in Cut! Zombi contro zombi
- Ilaria Latini in Under Paris

## Audiolibri
- (FR) Charlotte Courtois, Le fabuleux voyage d'Arwenn, illustrazioni di Izou, Editions des braques, 2017, ISBN 978-2918911784.